# Hillside Strangler
Le Hillside Strangler, puis les Hillside Stranglers (soit « Étrangleurs des collines » en français), est le surnom donnée par la presse américaine à un, puis deux tueurs en série américains qui ont sévi à Los Angeles d'octobre 1977 à février 1978. Le surnom provient de l'observation que les corps de plusieurs victimes ont été découverts dans les collines autour du Los Angeles métropolitain. Dans un premier temps, les médias rapportent qu'un seul meurtrier sévit. La police, toutefois, sait d'après la position des corps que deux criminels agissent ensemble, sans le révéler à la presse. Elle arrêtera Kenneth Bianchi et Angelo Buono Jr., deux cousins qui seront condamnés pour plusieurs crimes.
Les crimes qui leur ont été imputés commencent par la découverte de trois travailleuses du sexe étranglées dont les corps nus ont été abandonnés dans les collines au nord-est de Los Angeles entre octobre et le début de novembre 1977. Lorsque des journalistes apprennent que cinq filles, qui ne sont pas des travailleuses du sexe, ont été enlevées de quartiers de la classe moyenne, la presse porte son attention sur ces meurtres et, éventuellement, le surnom « Hillside Strangler » devient populaire.
Le dernier meurtre des Hillside Stranglers a lieu au début de 1978. Presque un an plus tard, Kenneth Bianchi est arrêté en janvier 1979 pour les meurtres de deux jeunes femmes qu'il a commis dans l'État de Washington. Les policiers déterminent ensuite qu'il est lié aux Hillside Stranglers, ce qui mène à l'arrestation d'Angelo Buono Jr. Ils ont été condamnés pour avoir enlevé, violé, torturé et assassiné 10 femmes et filles (âgées entre 12 et 28 ans),.